# Торранс (Калифорния)
То́рранс (англ. Torrance) — город на западном побережье континентальной части  США (U.S. Con), в штате Калифорния, входит в состав агломерации Лос-Анджелес. 
Население: 149 тысяч жителей (2009). 

## Экономика
Машиностроение, металлообработка, химическая, пищевая промышленность. Значительное место занимает космическая отрасль; на начало 2000-х годов наряду с восточной стартовой позицией (Флорида) город осуществлял запуски на геостационарную орбиту (Sea Launch, Boeing), позднее эта возможность была полностью перенесена во Флориду.
Отели, магазины широко представлены в городе. 
Добыча и переработка нефти: здесь находится крупный нефтеперерабатывающий завод, завод корпорации «Хонда». 
В городе обустроен военный госпиталь.
В 1956 году город был награждён премией «All-America City Award» (с англ. — «Всеамериканский город») присуждаемой Национальной гражданской лигой, которую неофициально называют «Нобелевской премией за конструктивное гражданство» и которая выдается за активную гражданскую позицию жителей некорпоративных сообществ Соединённых Штатов в жизни местного самоуправления.

## Климат
Климат тёплый, тихоокеанский.

## Известные уроженцы
- Борнстейн, Джонатан
- Карлтон, Ларри
- Кван, Мишель
- Колл, Брэндон
- Лин, Джереми
- Маргарито, Антонио
- Мичалка, Аманда
- Мичалка, Эли
- Окуда, Эми
- Сабара, Дэрил
- Уэлч, Брайан
- Уэстфал, Пол
- Чок, Мэдисон
- Шумейкер, Скип